# Ороци
Ороци или Уљта (рус. Ороки, Уйльта, енгл. Oroks) су тунгуско-манџурски народ, чији језик припада јужој (манџурској) грани тунгуско-манџурских језика. Традиционална територија Орока се налази на средишњем делу острва Сахалин, као и у Поронајском рејону на јужном делу острва, које се налази у Сахалинској области Руске Федерације.

## Име
Ендоним Орока је Уљта, изведен је од речи ула, која значи домаћи ирвас, што значи да би се Уљта могло превести као народ ирваса. Име Орок је егзоним и потиче од имена којима су други народи називали Ороке, Аини су за Ороке користили име Орохо, а Руси Орочен. Ова имена највероватније потичу од тунгуско-манџурске речи оро, која такође значи домаћи ирвас.

## Популација
Према резултатима пописа становништва Руске Федерације, Орока је 2010. било 295.

## Језик
Орочки језик припада јужој (манџурској) грани тунгуско-манџурских језика и најближи је улчијском и нанајском језику. Почетком 21. века већина Орока говори руским као матерњим језиком, а проценат говорника орочког је у непрестаном опадању. Према пописима становништва Русије од 2002. и 2010. број говорника орочког је 2002. био 64, а 2010. само 47.

## Вера
Ороци су већином православне вероисповести, али су се међу њима одржала традиционална анимистичка веровања и шаманизам.